# بيل كوليتز
بيل كوليتز (بالألمانية: Bill Kaulitz)‏ (ولد في 1 سبتمبر 1989، لايبزيغ، ألمانيا الشرقية )، مغني وكاتب أغاني وممثل وراقص وعارض أزياء ألماني. وهو مؤسس الفرقة الألمانية العالمية توكيو هوتيل، مع شقيقه التوأم توم كوليتز.
والذي حاز بعدة جوائز عالمية ومنها جوائز الموسيقى الأوروبية MTV، جوائز الاغاني المصورة MTV.

## ديسكوغرافيا
- 2005 - (شريي) Schrei
- 2007 - (زيمر 483) Zimmer 483
- 2007 - (سكريم) Scream
- 2009 - (هومانويد) Humanoid